# Wilfred Iván Ojeda
Wilfred Iván Ojeda Peralta (La Victoria, Estado Aragua, Venezuela, 5 de mayo de 1955-Ibidem, 17 de mayo de 2011) fue un periodista y político opositor venezolano. Escribió una columna para El Clarín en La Victoria. Desafió regularmente al gobierno a través de dicha columna. Fue asesinado y su cuerpo fue encontrado el 17 de mayo de 2011.
Es uno de los 8 periodistas que han sido asesinados por su trabajo en Venezuela desde 2002, según la base de datos del Comité para la Protección de los Periodistas.

## Carrera
Wilfred Ojeda Fue dirigente del partido Acción Democrática. Participó en la Asamblea Legislativa Regional del presidente Jaime Lusinchi y fue secretario político en el Municipio José Félix Ribas. Wilfred Ojeda se casó con Milagros Manzano y tuvo 2 hijos. Escribió una columna regular, llamada Dimensión Crítica para El Clarín en Venezuela durante 22 años, en los que a menudo fue crítico con el gobierno local.

## Muerte
Wilfred Ojeda desapareció el 16 de mayo de 2011. Su familia lo vio por última vez cuando salió de casa por la mañana. Su hija habló con él por teléfono más tarde ese día, que fue su último contacto con su familia. Ojeda le había pedido a su hija que le guardara algo de comida para cuando regresara a casa más tarde en la noche. La familia de Ojeda sospechó que algo andaba mal cuando su teléfono celular estaba fuera de alcance. Alrededor de las 3:30 a. m. la familia hizo un viaje a los hospitales locales y la estación de policía. Buscaron y finalmente, a las 6:00 a. m., se les informó que su vehículo fue encontrado en un pueblo cercano.
El cuerpo de Ojeda fue encontrado a 15 millas de donde se encontraba su vehículo. Ninguna de sus pertenencias parecía estar desaparecida. Ojeda, quien fue hallado con un disparo en la cabeza, fue encontrado con los brazos atados, la cabeza encapuchada y la boca amordazada con cinta adhesiva. La policía encontró rastros de sangre dentro de su camioneta. Se sospechaba que el asesinato fue por contrato a través de una organización criminal. Sus familiares no tenían conocimiento de enemigos o amenazas de muerte.
Los investigadores argumentaron que supuestamente Ojeda fue asesinado por contrato por 2 hermanos debido a una deuda y la policía declaró que su asesinato no estaba relacionado con sus escritos. Sin embargo, la Comisión Interamericana de Derechos Humanos (CIDH) de la Organización de los Estados Americanos (OEA) instó a las autoridades a no descartar la posibilidad de que su asesinato haya tenido otro motivo.

## Impacto
Los medios en Venezuela habían estado recientemente bajo presión de diferentes fuentes, incluido el presidente Hugo Chávez . Se cerraron muchos medios de comunicación y se restringieron otros antes de las elecciones parlamentarias. Según el Comité para la Protección de los Periodistas, el gobierno de Hugo Chávez había utilizado la moderación previa, las regulaciones punitivas de los medios, la revocación de licencias de transmisión, la suspensión de periodistas, los arrestos e incluso la compra de organizaciones de medios.